# Podčetrtek
Podčetrtek est une commune située dans la région de la Basse-Styrie à l’est de la Slovénie.

## Géographie
La commune est localisée dans la région historique de Basse-Styrie à la frontière croate. Elle est ainsi localisée dans la partie septentrionale des Alpes dinariques. Sur le territoire de la commune se trouve le monastère d'Olimje. Construit au XIe siècle en tant que château, il sera ensuite transformé en lieu de culte.

### Villages
Les localités qui composent la commune sont Brezovec pri Polju, Cmereška Gorca, Golobinjek ob Sotli, Gostinca, Imeno, Imenska Gorca, Jerčin, Lastnič, Nezbiše, Olimje, Pecelj, Podčetrtek, Polje ob Sotli, Prelasko, Pristava pri Lesičnem, Pristava pri Mestinju, Roginska Gorca, Rudnica, Sedlarjevo, Sela, Sodna vas, Sv. Ema, Verače, Vidovica, Virštanj et Vonarje.

## Histoire
Le château d'Olimje (en) a été donné en 1663 comme monastère aux pères paulins (église baroque, fresques de Ivan Ranger (en), pharmacie, etc), puis confisqué par Joseph II (empereur du Saint-Empire) vers 1780, puis remis aux frères mineurs conventuels franciscains en 1990.

## Démographie
Entre 1999 et 2021, la population de la commune est restée stable avec une population légèrement supérieure à 3 000 habitants,.
Évolution démographique
| 1999  | 2000  | 2001  | 2002  | 2003  | 2004  | 2005  | 2006  | 2007  |
| ----- | ----- | ----- | ----- | ----- | ----- | ----- | ----- | ----- |
| 3 300 | 3 294 | 3 277 | 3 294 | 3 320 | 3 325 | 3 338 | 3 336 | 3 326 |
| 2008  | 2009  | 2010  | 2011  | 2012  | 2013  | 2014  | 2015  | 2016  |
| 3 348 | 3 276 | 3 312 | 3 325 | 3 327 | 3 322 | 3 318 | 3 318 | 3 325 |
| 2017  | 2018  | 2019  | 2020  | 2021  |       |       |       |       |
| 3 353 | 3 353 | 3 430 | 3 446 | 3 614 |       |       |       |       |